# لیبرتی گروو (آلاباما)
لیبرتی گروو (به انگلیسی: Liberty Grove) یک منطقهٔ مسکونی در ایالات متحده آمریکا است که در شهرستان رندولف، آلاباما واقع شده‌است. لیبرتی گروو ۳۰۳٫۸۹ متر بالاتر از سطح دریا واقع شده‌است.